# Глушецька волость
Глушецька волость — історична адміністративно-територіальна одиниця Путивльського повіту Курської губернії.
Станом на 1880 рік — складалася з 8 поселень, 8 сільських громад. Населення — 5753 особи (2839 чоловічої статі та 2914 — жіночої), 819 дворових господарств.
|                     | Площа, десятин | У тому числі орної, дес. |
| ------------------- | -------------- | ------------------------ |
| Сільських громад    | 4354           | 3318                     |
| Приватної власності | 6984           | 5862                     |
| Іншої власності     | 102            | 82                       |
| Загалом             | 11440          | 9262                     |

Найбільші поселення волості:
- Глушець — колишнє власницьке село при річці Сейм за 20 верст від повітового міста, 1827 осіб, 302 двори, православна церква, школа, лавка, 14 вітряних млинів.
- Нові Вирки — колишнє державне село при річці Вирі, 1077 осіб, 140 дворів.
- Піски (Байдурівське) — колишнє власницьке та державне сільце при річці Сейм, 842 осіб, 127 дворів, лавка, 2 постоялих двори.
- Рижівка — колишнє власницьке село при річці Золота Струя, 501 особа, 83 двори, православна церква.
- Старі Вирки (Вири) — колишнє державне та власницьке село при річці Вирі, 734 осіб, 1118 дворів, 11 вітряних млинів.